# André Holland
André Holland (n. Bessemer, Alabama; 28 de diciembre de 1979) es un actor estadounidense que ha participado en obras de teatro, películas y televisión. Apareció en la comedia de la NBC 1600 Penn como Marshall Malloy y encarnó a Wendell Smith en la película de 2013 42.

## Biografía
Holland nació en Bessemer, Alabama, el 28 de diciembre de 1979. Asistió a la Universidad Estatal de Florida y a la Universidad de Nueva York y realizó un Máster en Bellas Artes en esa misma universidad en 2006. Su primera actuación fue en la obra teatral Oliver en el Birmingham Summerfest Theatre con once años.
Desde entonces, Holland ha actuado en multitud de obras de teatro. En 2006, interpretó a tres personajes (Simon, Rex and Jesse) en Blue Door y Charles Isherwood del The New York Times hizo una buena crítica de su trabajo. En 2008, encarnó a Eric en Wig Out!.
En 2011, actuó como Julian 'Fitz' Fitzgerald en la comedia de la NBC Friends with Benefits. En 2013 interpretó a Wendell Smith en la película biográfica 42, sobre la vida de Jackie Robinson, el primer jugador negro en llegar a las ligas mayores de béisbol. Entre 2014 y 2015, Holland trabajó junto a Clive Owen en la serie televisiva The Knick.

## Filmografía

### Cine
| Año  | Título                          | Papel                             | Notas |
| ---- | ------------------------------- | --------------------------------- | --- |
| 2007 | The News                        | DeShawn Burkett                   | Película para TV |
| 2008 | Sugar                           | Brad                              | Nominado—Premios Gotham al mejor reparto |
| 2008 | Miracle at St. Anna             | Private Needles                   | |
| 2008 | Last Call                       | Pete                              | |
| 2009 | Us: A Love Story                | Carjack victim                    | Cortometraje |
| 2009 | Lost & Found                    | Gayle Dixon                       | Película para TV |
| 2010 | The Rockford Files              | Angel Martin                      | Película para TV |
| 2011 | Small, Beautifully Moving Parts | Leon                              | |
| 2012 | Nobody's Nobody                 | Jason                             | Cortometraje |
| 2013 | 42                              | Wendell Smith                     | |
| 2014 | Black or White                  | Reggie                            | |
| 2014 | Selma                           | Andrew Young                      | Nominado—Broadcast Film Critics Association Award for Best Cast Nominado—NAACP Image Award for Outstanding Supporting Actor in a Motion Picture Nominado—San Diego Film Critics Society Award for Best Cast Nominado—Washington D.C. Area Film Critics Association Award for Best Ensemble |
| 2016 | Moonlight                       | Kevin                             | |
| 2020 | Black widow                     | Anthony "Tony" Masters/Taskmaster | |
| 2021 | Passing                         | Brian Redfield                    | |

### Televisión
| Año       | Título                         | Papel                    | Notas |
| --------- | ------------------------------ | ------------------------ | --- |
| 2006      | Law & Order                    | David Sachs              | Episodio: "Public Service Homicide" |
| 2007      | The Black Donnellys            | Frank Thomas             | Episodio: "Wasn't That Enough?" |
| 2010      | Damages                        | Bank Manager             | Episodio: "You Haven't Replaced Me" |
| 2011      | Friends with Benefits          | Julian 'Fitz' Fitzgerald | 13 episodios |
| 2011      | Burn Notice                    | Dion Carver              | Episodio: "Breaking Point" |
| 2012–2013 | 1600 Penn                      | Marshall Malloy          | 13 episodios |
| 2014–2015 | The Knick                      | Dr. Algernon Edwards     | 10 episodios Satellite Award for Best Cast – Television Series Nominado—Satellite Award for Best Supporting Actor – Series, Miniseries or Television Film |
| 2016      | American Horror Story: Roanoke | Matt Miller              | Principal; 10 episodios |
| 2018      | Castle Rock                    | Henry Deaver             | Principal; 10 episodios |
| 2020      | The Eddy                       | Elliot Udo               | Principal; 8 episodios |